# بنة غتش (قيلاب)
بنة غتش (بالفارسية: بنه‌گچ) هي قرية تقع في قسم قيلاب الريفي، بمقاطعة أنديمشك التابعة لمحافظة خوزستان، إيران. يقدر عدد سكانها بـ 44 نسمة حسب الإحصاء السكاني الذي تمّ في عام 2006.